# Memoriał Howarda Stauntona

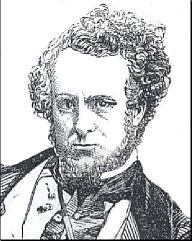
Howard Staunton, ok. 1855

Memoriał Howarda Stauntona – rozgrywany cyklicznie od 2003 r. w Londynie międzynarodowy turniej szachowy poświęcony pamięci Howarda Stauntona, angielskiego szachisty, nieoficjalnego mistrza świata w latach 1843–1851.
Wcześniej, w 1951 r. rozegrano w Londynie w silnej obsadzie turniej memoriałowy (w którym zwyciężył Svetozar Gligorić), a okazją była setna rocznica I Turnieju Międzynarodowego ery współczesnej (Londyn 1851), w którym na czele komitetu organizacyjnego stał Howard Staunton. Kolejny turniej rozegrano po ponad 50 latach i od niego właśnie liczona jest aktualna numeracja.
Pierwsze trzy edycje rozegrano w skromnej obsadzie (2003, 2004 – z udziałem czterech, a w 2005 – sześciu uczestników). Od roku 2006 memoriał odbywa się jako 12-osobowy turniej, wśród dotychczasowych uczestników znajdowali się m.in. byli wicemistrzowie świata Jan Timman i Michael Adams. W 2009 r., obok turnieju memoriałowego odbył się również mecz reprezentacji Anglii i Holandii, w którym zwyciężyli Anglicy w stosunku 26½ – 23½.

## Zwycięzcy dotychczasowych memoriałów
| Lp | Rok  | Zawodnicy                          |
| -- | ---- | ---------------------------------- |
|    | 1951 | Svetozar Gligorić                  |
| 1  | 2003 | Jonathan Speelman                  |
| 2  | 2004 | Daniel King, Jonathan Speelman     |
| 3  | 2005 | Jonathan Levitt, Jonathan Speelman |
| 4  | 2006 | Ivan Sokolov                       |
| 5  | 2007 | Michael Adams                      |
| 6  | 2008 | Michael Adams                      |
| 7  | 2009 | Jan Timman                         |